# Дем'янівська сільська рада (Нижньосірогозький район)
Дем'я́нівська сільська́ ра́да — адміністративно-територіальна одиниця та орган місцевого самоврядування в Нижньосірогозькому районі Херсонської області. Адміністративний центр — село Дем'янівка.

## Загальні відомості
- Територія ради: 76,719 км²
- Населення ради: 888 осіб (станом на 2001 рік)

## Населені пункти
Сільській раді були підпорядковані населені пункти:
- с. Дем'янівка

## Склад ради
Рада складалася з 12 депутатів та голови.
- Голова ради: Толкачов Володимир Анатолійович
- Секретар ради: Кутеляк Валентина Олександрівна

### Керівний склад попередніх скликань
| Прізвище, ім'я, по батькові     | Основні відомості                                                               | Дата обрання | Дата звільнення |
| ------------------------------- | ------------------------------------------------------------------------------- | ------------ | --------------- |
| Іванов Віктор Іванович          | Сільський голова, 1961 року народження, позапартійна                            | 26.03.2006   | 31.10.2010      |
| Толкачов Володимир Анатолійович | Сільський голова, 1965 року народження, освіта середня спеціальна, безпартійний | 31.10.2010   |                 |

Примітка: таблиця складена за даними сайту Верховної Ради України

### Депутати
За результатами місцевих виборів 2010 року депутатами ради стали:

#### За суб'єктами висування
| Суб'єкт висування               | Кількість обраних депутатів | %    |
| ------------------------------- | --------------------------- | ---- |
| Партія регіонів                 | 6                           | 50   |
| Політична партія «Наша Україна» | 4                           | 33,3 |
| Комуністична партія України     | 2                           | 16,7 |

#### За округами
| № округу                        | Прізвище, ім'я, по батькові     | Дата визнання обраним | Освіта | Партійна приналежність                | Відомості про обраного депутата                                        |
| ------------------------------- | ------------------------------- | --------------------- | ------ | ------------------------------------- | ---------------------------------------------------------------------- |
| Комуністична партія України     |                                 |                       |        |                                       |                                                                        |
| 2                               | Яндра Олексій Петрович          | 02.11.2010            | вища   | позапартійний                         | тимчасово не працює                                                    |
| 3                               | Степанюк Олексій Анатолійович   | 02.11.2010            | вища   | позапартійний                         | тимчасово не працює                                                    |
| Партія регіонів                 |                                 |                       |        |                                       |                                                                        |
| 5                               | Шилкіна Лідія Дмитрівна         | 02.11.2010            | вища   | позапартійна                          | Дем'янівська загальноосвітня школа І-ІІ ст., вчитель біології          |
| 7                               | Сафонова Лідія Лаврентіївна     | 02.11.2010            | вища   | позапартійна                          | пенсіонер                                                              |
| 9                               | Пшегородська Ірина Анатоліївна  | 02.11.2010            | вища   | член Партії регіонів                  | приватний підприємець                                                  |
| 10                              | Коваленко Віктор Іванович       | 02.11.2010            | вища   | позапартійний                         | фельдшерсько-акушерський пункт, охоронець                              |
| 11                              | Венгер Наталя Олексіївна        | 02.11.2010            | вища   | позапартійна                          | ветфельшерський пункт, ветлікар                                        |
| 12                              | Аверіна Інна В'ячеславівна      | 02.11.2010            | вища   | позапартійна                          | Дем'янівська загальноосвітня школа І-ІІ ст., вчитель початкових класів |
| Політична партія «Наша Україна» |                                 |                       |        |                                       |                                                                        |
| 1                               | Кутеляк Валентина Олександрівна | 02.11.2010            | вища   | член Політичної партії «Наша Україна» | Дем'янівська сільська рада, касир                                      |
| 4                               | Курний Олександр Іванович       | 02.11.2010            | вища   | член Політичної партії «Наша Україна» | Дем'янівська сільська рада, інспектор                                  |
| 6                               | Бондар Ірина Володимирівна      | 02.11.2010            | вища   | позапартійна                          | сільська бібліотека, бібліотекар                                       |
| 8                               | Соловей Світлана Валеріївна     | 02.11.2010            | вища   | член Політичної партії «Наша Україна» | тимчасово не працює                                                    |

## Населення
Згідно з переписом УРСР 1989 року чисельність наявного населення сільської ради становила 1055 осіб, з яких 501 чоловік та 554 жінки.
За переписом населення України 2001 року в сільській раді мешкали 883 особи.

### Мова
Розподіл населення за рідною мовою за даними перепису 2001 року:
| Мова       | Відсоток |
| ---------- | -------- |
| українська | 91,67 %  |
| російська  | 7,55 %   |
| молдовська | 0,68 %   |
| білоруська | 0,11 %   |